# マティアス・ミュラー (実業家)
マティアス・ミュラー（ドイツ語: Matthias Müller、1953年6月9日 - ）は、ドイツの実業家。2015年9月25日よりフォルクスワーゲングループの最高経営責任者（CEO）。2010年からフォルクスワーゲングループの子会社ポルシェのCEOを務めていた。
2018年ＶＷのCEOを解任。

## 出自
1953年、ドイツ民主共和国（東ドイツ）ザクセン州カール＝マルクス＝シュタット（現在のケムニッツ）生まれ。バイエルン州のインゴルシュタットでアビトゥーア(大学入学資格試験)に合格後、インゴルシュタット市内にあるアウディ工場で工具制作工の徒弟修業を1977年に終える。その後、ミュンヘン応用科学大学で計算機科学(コンピュータサイエンス)を専攻し計算機科学ディプロームを取得。

## 経歴
1984年、ミュラーはアウディに戻り、IT部で部長補佐となる。1993年に企画部に異動となった後、アウディ・A3のプロダクトマネージャーとなり、2年後にはアウディの全事業に関するプロダクトマネジメントを担うことになる。
マルティン・ヴィンターコルンが2002年にアウディAG取締役会議長に着任した後、ミュラーはフォルクスワーゲングループ内の『アウディ・ブランド部門』チーフコーディネーターに就任。この部門はアウディ、セアト、ランボルギーニを統括していた。2007年にヴィンターコルンはフォルクスワーゲングループの取締役会議長(最高経営責任者（CEO）に就任すると、ミュラーをヴォルフスブルク本社の統括事業部長に任命した。ミュラーはフォルクスワーゲングループで生産される全ブランドに関する製品管理を担った。
2010年10月、ポルシェAGのCEOに就任。2014年2月、ポルシェ・オートモービル・ホールディングの最高情報責任者（CIO）に就任。2015年3月以降、ポルシェAGの最高経営責任者（CEO）に在任しながらフォルクスワーゲングループ本体の取締役にも就任していた。
2015年9月25日、排出ガス規制不正問題を受けて引責辞任したマルティン・ヴィンターコルンの後任としてフォルクスワーゲンAGのCEOに就任した。
2018年4月12日、フォルクスワーゲンのCEOを解任された。後任はヘルベルト・ディース。

## 脚註
1. ↑  “Matthias Müller: the Porsche boss tipped to be VW's new CEO”. Daily Telegraph. (2015年9月25日) 2015年9月25日閲覧。
2. 1 2  “Matthias Müller”. Porsche. 2012年10月18日閲覧。
3. ↑  “Matthias Müller New Chairman of the Porsche AG Board of Management”.   Porsche AG (2010年7月). 2011年1月10日閲覧。
4. ↑  “Porsche Automobil Holding SE Annual Report 2013”. p. 20. 2015年9月25日閲覧。
5. ↑  Automobilwoche, 27. Februar 2015: Müller erhält Sitz im VW-Vorstand.
6. ↑  Ruddick, Graham; Farrell, Sean (2015年9月25日). “VW scandal: staff suspended as car giant appoints new CEO”. The Guardian 2015年9月25日閲覧。
7. ↑  “VW、ディース新社長を発表　BMW出身コストカッター”.   日本経済新聞 (2018年4月13日). 2020年1月4日閲覧。